# Sugar Bowl 2021
Match précédent Match suivant
Le Sugar Bowl 2021 est un match de football américain de niveau universitaire joué après la saison régulière de 2020, le 1er janvier 2020, au Mercedes-Benz Superdome de La Nouvelle-Orléans en Louisiane.
Il s'agit de la 87e édition du Sugar Bowl.
Le match constitue une des demi-finales du College Football Playoff et met en présence les no 3 Buckeyes d'Ohio State de la Big Ten Conference et les no 2 Tigers de Clemson de l'Atlantic Coast Conference. Le vainqueur affrontera le 11 janvier 2020, au Hard Rock Stadium de Miami Gardens en Floride, le vainqueur du Rose Bowl 2021 lors du College Football Championship Game 2021.
Il débute à 19 h 20 locales et est retransmis en télévision sur ESPN.
Sponsorisé par la société Allstate, le match est officiellement dénommé le College Football Playoff Semifinal at the Allstate Sugar Bowl.
Ohio State remporte le match 49 à 28.

## Présentation du match
Les équipes qui participent au match ont été désignées et annoncées par le comité de sélection du CFP le dimanche 20 décembre 2020.
Le match est une revanche du Fiesta Bowl 2019 (décembre) (½ finale du CFP, victoire de Clemson) et il est le 18e Sugar Bowl opposant deux équipes classées dans le Top5.
Les deux équipes se sont rencontrées à 4 reprises :
| Saison | Date             | Vainqueur | Score   | Perdant    | Compétition               |
| ------ | ---------------- | --------- | ------- | ---------- | ------------------------- |
| 2019   | 28 décembre 2019 | Clemson   | 29 - 23 | Ohio State | Fiesta Bowl, ½ finale CFP |
| 2016   | 31 décembre 2016 | Clemson   | 31 - 0  | Ohio State | Fiesta Bowl, ½ finale CFP |
| 2013   | 3 janvier 2014   | Clemson   | 40 - 35 | Ohio State | Orange Bowl               |
| 1978   | 29 décembre 1978 | Clemson   | 17 - 15 | Ohio State | Gator Bowl                |

### Tigers de Clemson
Clemson a terminé la saison régulière avec un bilan de 9 victoires pour 1 défaite (face à Notre Dame). Ils ont ensuite remporté la finale de conférence ACC qui les opposait à nouveau à Notre Dame. À la suite de ce dernier match, ils sont classés no 2 aux classements CFP, AP et Coaches et participent au College Football Playoff pour la 6e année consécutive.

### Buckeyes d'Ohio State
L'équipe d'Ohio State a terminé la saison régulière invaincue avec 5 victoires. Ils sont finalement autorisés à disputer la finale de conférence Big Ten qu'ils remportent en battant   Northwestern. À la suite de ce dernier match et avec un bilan de 6 victoires sans défaites, ils sont classés no 3 aux classements CFP, AP et Coaches.

## Statistiques
| Données                                | Ohio State                | Clemson       |
| -------------------------------------- | ------------------------- | ------------- |
| Conversion de 1er down                 | 26                        | 23            |
| Conversion de 3e down                  | 5/12                      | 5/12          |
| Conversion de 4e down                  | 0/0                       | 0/2           |
| Jeux–yards                             | 72 jeux pour 639 yards    | 70-444        |
| Yards à la course                      | 44 courses pour 254 yards | 22-44         |
| Yards à la passe                       | 385                       | 400           |
| Passes (réussies-tentées-interceptées) | 22/28, 1 int.             | 33/48, 1 int. |
| Pénalités                              | 9 pour 95 yards perdus    | 3-20          |
| Temps de possession                    | 34:05                     | 25:55         |

| Équipe     | Poste       | Joueur                       | Performances                                                                  |
| ---------- | ----------- | ---------------------------- | ----------------------------------------------------------------------------- |
| Ohio State | Quarterback | Justin Fields                | 22/28, 385 yards, 6TDs, 1 interception, 2 sacks subis, évaluation QB de 257,6 |
| Ohio State | Coureur     | Sermon Trey                  | 31 courses pour 193 yards et 1 TD                                             |
| Ohio State | Receveur    | Olave Chris                  | 6/8 réceptions pour 52 yards et 2 TDs                                         |
| Ohio State | Défenseur   | Wade Shaun                   | 9 tacles dont 7 en solo                                                       |
|            |             |                              |                                                                               |
| Clemson    | Quarterback | Trevor Lawrence              | 33/48, 400 yards, 2 TDs, 1 interception, 2 sacks suis, évaluation QB de 148,3 |
| Clemson    | Coureur     | Etienne Travis               | 10 courses pour 32 yards et 1 TD                                              |
| Clemson    | Receveur    | Cornell Powell               | 8/12 réceptions pour 139 yards et 2 TDs                                       |
| Clemson    | Défenseur   | Charleston Joseph            | 6 tacles dont 5 en solo,                                                      |
|            |             |                              |                                                                               |
| MVP(s)     | Attaque     | Justin Field, QB, Ohio State | Justin Field, QB, Ohio State                                                  |
| MVP(s)     | Défense     | Tuf Borland, LB, Ohio State  | Tuf Borland, LB, Ohio State                                                   |